# Behind the Scenes (Band)
Behind the Scenes (dt. Hinter den Kulissen) ist eine deutsche Rockgruppe, die im Jahr 1993 von Michael Roeder (A Spell Inside) und Fred Büntig (Ex-The Merry Thoughts) in Neuss gegründet wurde.

## Geschichte
Die Band produzierte 1997 ihr Debütalbum Fragment, das 1998 bei EuroMedia/Novatekk veröffentlicht wurde. Kurz nach der Veröffentlichung stieg das Album von 0 auf 19 in die Deutschen Alternativen Charts (DAC) ein.
1999 spielte die Band auf dem Zillo-Open-Air sowie auf der 3. Dark Convention in Zürich. 
Es folgten zahlreiche Sampler-Beiträge, Radiosendungen und Anfang 2000 das zweite Album Homeless bei Bloodline. Die Single Human schaffte es auf Anhieb auf Platz 15 der DAC und hielt sich über Wochen in den Top 20.
2001 veröffentlichte das US-Label Dancing Ferret die US-Version von Homeless mit zusätzlichen Remixen wie z. B. von The Crüxshadows. 2003 kam der Gitarrist Scholli (Ex-Secret Discovery, Syland, Assassin) zu Behind the Scenes.
Im Mai 2006 erschien das dritte Album, Pure, bei In-D-Records.
2007 spielte die Band verschiedene Konzerte. Unter anderem mit And One und Garden of Delight sowie auf verschiedenen Festivals (z. B. Zillo-Festival). Ebenso spielten sie mit The Crüxshadows mehrere Konzerte.

## Stil
Stil der Band ist eine Mischung aus Pop, Rock, Dark Rock und Elektronik-Elementen.

## Diskografie
Alben
- 1998: Fragment
- 2000: Homeless
- 2006: Pure
- 2008: Fragment(ed) (Re-Release)